# (12863) Whitfield
(12863) Whitfield (1998 KE48) – planetoida z grupy pasa głównego asteroid okrążająca Słońce w ciągu 3,42 lat w średniej odległości 2,27 j.a. Odkryta 22 maja 1998 roku.